# Chetoglossa picticornis
Chetoglossa picticornis là một loài ruồi trong họ Tachinidae.